# Oumm al-walad
 (juillet 2024).
Si vous disposez d'ouvrages ou d'articles de référence ou si vous connaissez des sites web de qualité traitant du thème abordé ici, merci de compléter l'article en donnant les références utiles à sa vérifiabilité et en les liant à la section « Notes et références ».
Ne doit pas être confondu avec Umm Walad.
Dans l'Arabie préislamique puis dans la loi islamique, oumm al-walad (en arabe : أم الولد, umm al-walad, « mère de l'enfant ») est le statut particulier d'une esclave qui a un ou plusieurs enfants de son maître. Il diffère de celui de la femme libre, qui est appelée oumm al-banîn,« mère des fils ».

## Historique

### Époque de l'Arabie préislamique
Au VIe siècle, les Arabes avaient déjà commencé à attacher une plus grande valeur au mariage, privilégiant des femmes libres et dont les parents sont de bonne naissance. La liberté des unions et des concubinages devint moins grande, alourdissant le statut des enfants issus d'une esclave et du maître. Ces enfants sont généralement appelés du nom de leur mère et la reconnaissance par leur père ne permettait pas toujours un affranchissement. Même affranchis, ils ne restaient pas moins discriminés par leur naissance. 
Pour la femme, la situation d'esclave était difficile. Une femme capturée après une guerre était plus souvent épouse que concubine, les enfants étaient libres mais avaient le nom de leur mère et pouvaient être discriminés, de sorte que plusieurs femmes prisonnières se mariaient par la suite avec le père de leur enfant. La femme esclave et la femme prisonnière de guerre ayant le statut de concubine sont appelées oumm al-walad, « mère de l'enfant », alors que la femme libre ayant le statut d'épouse est appelée oumm al-banîn, « mère des fils ».

### Époque mahométane
En théorie, le Coran ne fait pas la distinction entre la prisonnière concubine et la femme esclave, le passage spécialement adressé à Mahomet, prophète de l'islam, les décrit comme des prisonnières de guerre. La position de l'oumm al-walad n'est pas définie, mais aucune tradition ne rapporte une modification de sa position et de celle des enfants par Mahomet. La libération par ce dernier de Marie, l'esclave lui ayant donné son fils Ibrahim, est un cas unique et non un cas général, n'ayant reconnu l'enfant qu'après une longue réflexion. 
Un jour, deux hommes revendiquent la garde d'un enfant : le premier le revendique comme enfant naturel de son frère décédé, qui lui avait demandé de l'éduquer ; le second l'a revendiqué comme le fils légitime de son père décédé et d'une concubine. Malgré la ressemblance avec le frère décédé du premier plaignant, Mahomet a déclaré que « l'enfant appartient au lit [légitime] » (al-walad li 'l-firash).

### Époque des califes bien guidés
Selon un hadith d'Abou Dawoud et d'Ibn Hanbal, le calife bien guidé Omar ibn al-Khattâb (r. 634-644) est le premier à décréter qu'après le décès de son maître, une oumm al-walad est affranchie automatiquement et qu'elle ne peut plus être vendue ou donnée à un autre. Il n'est pas clair si le décret précède ou succède à la décision du même qu'une esclave est libre dès la naissance de son enfant. Le décret d'Omar ne calme pas les contestations, comme celle d'Ibn Abbas. Les califes Othmân ibn Affân (644-656) et Ali ibn Abi Talib (656-661) prennent leurs distances de cette décision.
Dans le débat, plusieurs sources tentent de faire remonter la décision d'Omar à Mahomet lui-même. Ali affirme au contraire que le prophète de l'islam a approuvé la vente d'une oumm al-walad, et que s'il le souhaite, le maître peut décider son affranchissement, qui doit être considéré par l'oumm al-walad comme un cadeau de mariage. Les compagnon Ibn Saad, Ibn Massoud et Ibn Zubayr estiment que l'esclave devait être affranchie, aux dépens de la part dans la succession revenant à son enfant, qui a toujours et unanimement été présumé libre dans le droit musulman. 
Malgré les améliorations du statut d'oumm al-walad par le droit musulman, le mépris envers elles et les unions avec le maître persistèrent longtemps. L'égalité absolue des enfants, qu'ils soient nés d'un mariage avec une femme libre ou d'un concubinage, finit par s'établir complètement.

## Dans le droit musulman
Sept opinions différentes sur l'oumm al-walad sont recensées parmi les juristes de l'islam primitif :
1. Le maître peut l'affranchir contre de l'argent (après conclusion d'un mukataba) ;
2. Le maître peut la vendre sans restriction ;
3. Le maître peut la vendre sans restriction et elle est affranchie à son décès (elle est considérée comme une esclave mudabbara) ;
4. Le maître peut la vendre pour payer une dette contractée par héritage ;
5. Le maître peut la vendre, mais si l'enfant est vivant à la mort de celui-ci, elle est affranchie sans part dans l'héritage pour eux ;
6. Le maître peut la vendre à la seule condition d'être libérée ;
7. Si elle est condamnée par contumace et s'enfuit, elle ne peut pas être vendue, seulement si elle est débauchée ou non-musulmane.

### Droit général
Dans le droit musulman général, la mère devient oumm al-walad même dans le cas d'un enfant mort-né, mais il existe des divergences juridiques concernant l'avortement spontané. D'autres divergences existent dans le cas où une esclave étrangère est épousée, enceinte puis vendue par le maître, ou dans le cas où un père met enceinte l'esclave de son fils, ou si le consentement de l'esclave est requit dans le cas où le maître veut la marier. Les opinions varient aussi sur le statut de l'oumm al-walad d'un mukatab et celle d'un non-musulman se convertissant à l'islam.
Un maître ne peut pas se débarrasser d'une esclave ayant commis un acte illégal et doit payer les amendes pour les charges dont elle est reconnue coupable.
Si plusieurs juristes refusent le droit de l'enfant à hériter du père en cas d'affranchissement de la mère, cela n'a pas toujours été accepté. D'après la décision du calife Omar, l'oumm al-walad et l'enfant peuvent hériter si une partie dudit héritage est mise de côté par le maître avant sa mort en leur faveur.
Il existe peu de divergences entre les écoles de jurisprudence sur le fait qu'un maître ne peut pas épouser son esclave. Shadhad ibn Hakim (mort en 825), ami du cadi hanafite Zufar Ibn al-Hudhayl, aurait acheté et épousé une esclave au motif qu'elle serait peut-être une femme libre. L'imam Tahawi (mort en 933) a écrit sur le droit de marier ses esclaves, peut-être afin de justifier son propre mariage avec l'une d'elles. Cependant, l'authenticité de ces cas est incertaine, et l'imam Tahawi était connu pour sa complaisance envers les grands princes qui ne respectaient pas toujours la loi religieuse.

### Droit sunnite
Le maître a tout pouvoir sur l'esclave, mais les Malékites interdisent qu'il la fasse travailler durement et louent ses services à d'autres.
L'opinion selon laquelle l'oumm al-walad doit être affranchie après le décès de son maître est soutenue par de nombreux juristes musulmans. Abou Hanifa, Abou-Thawr et Ibn Hanbal soutiennent l'opinion que l'oumm al-walad ne peut être vendue, de même que l'imam Chaféi. Actuellement, toutes les écoles de jurisprudence sunnites soutiennent l'invendabilité de l'oumm al-walad ; l'existence de divergences semble avoir existé, des cadis ont rendu des jugement inverse. 
Les Malékites et les Hanafites sont d'avis qu'une esclave peut être vendue pour payer les dettes contractées par son maître si elle n'est pas enceinte, mais elle peut perdre son retour à la liberté en le tuant délibérément. Pour les Malékites, elle devient l'esclave de ses héritiers, qui ont droit de mort sur elle (en arabe : قِصَاص, qiṣāṣ) ; autrement, elle reçoit cent coups de fouets et doit passer un an en prison. Dans le cas où elle tue son maître accidentellement, la qiṣāṣ ou tout autre peine ne doit pas être appliquée pour les Hanafites. Pour les Chaféites, elle doit payer l'amende du « prix du sang » (en arabe : دية, diya) dans les deux cas. Pour les Hanbalites, une première opinion est que la diya doit être payée par l'esclave selon sa valeur sur le marché, quand une seconde opinion estime que la diya ne doit pas être plus élevée que ladite valeur de l'esclave.

#### Coït interrompu et paternité
La pratique du coït interrompu (en arabe : عزل, ʿazl) est autorisée avec une esclave afin d'éviter la naissance d'un enfant. Comme à l'époque préislamique, le maître a également la possibilité de ne pas reconnaître sa paternité pour éviter que l'esclave deviennent oumm al-walad. La survivance de la règle préislamique d'une reconnaissance des enfants issus d'une esclave permet l'amélioration du statut d'oumm al-walad dans l'islam, et la survivance d'une contestation de paternité semble être causée par ladite amélioration. 
Mais établis dans l'intérêt de la femme, les motifs d'un refus de reconnaissance de paternité doivent remplir des conditions précises : le calife Omar et son fils Abd-Allah auraient déclaré que le maître ne peut pas contester la paternité de l'enfant s'il a des relations sexuelles avec l'esclave, même s'il pratique le coït interrompu avec elle ou si une autre paternité est possible. Ces restrictions sont acceptées par les Malékites et les Chaféites. Les Hanafites estiment que la paternité de l'enfant et le statut d'oumm al-walad ne dépendent que du maître, citant les exemples d'Ibn Abbas et de Zayd ibn Thâbit, qui refusent la paternité d'enfants nés de leurs esclaves, au motif qu'ils pratiquaient le coït interrompu avec elles.

### Droit chiite et d'autres écoles
Daoud el-Zahiri, fondateur de l'ephémère école zahiriste, les imams chiites et les mutazilites estiment que l'oumm al-walad peut être vendue. Les chiites duodécimains émettent toutefois la réserve qu'une oumm al-walad devient libre si elle appartient encore à son propriétaire initial à la mort de celui-ci et si l'enfant issu de cette relation est vivant.